# Тітенко Валерій Григорович
Тітенко Валерій Григорович (нар. 8 січня 1947 року, смт Роздільна, Одеська область, УРСР — пом. 16 жовтня 2004 року) — український політичний діяч.
Народився в сім'ї робітників; одружений; мав дочку і сина. Мешкав у селі Розквіт Березівського району Одеської області.
Освіту отримував в Петрівському сільськогосподарському технікумі; Одеському сільськогосподарському інституті, економіст-організатор виробництва.
Працював слюсарем Роздільнянського районного об'єднання «Сільгосптехніка». З 1967 — старший товарознавець тресту «Одесасільбуд»; старший інженер з трудомістких процесів у тваринництві, Цебриківське відділення «Сільгосптехніки»; заступник керівника, Великомихайлівське відділення «Сільгосптехніки»; заступник керівника, Іванівське відділення «Сільгосптехніки»; заступник голови правління, колгосп «Дружба» Іванівського району; голова правління, колгосп «Дружба народів» Іванівського району. З 1985 — голова правління, колгосп ім. Посмітного Березівського району.
Був членом Вищої ради СелПУ; головою Одеської облради СелПУ.
Народний депутат України з 04.1994 (2-й тур) до 04.1998, Комінтернівський виборчий округ N 313, Одеської області, висунутий Селянською партією України. Член Комітету з питань фінансів і банківської діяльності. Був членом депутатської групи «Відродження та розвиток агропромислового комплексу України» (до цього — член депутатської групи «Аграрники України»). На час виборів: голова колективного сільськогосподарського підприємства ім. Посмітного Березівського району.
Входив до складу групи народних депутатів України з міжпарламентських зв'язків з Іспанією та Китайською Народною Республікою. Був членом комісії з питань фінансів і банківської  діяльності та тимчасової комісії для перевірки фактів діяльності посадових осіб та народних депутатів України, пов'язаних з виготовленням українських грошей. Також був членом Комітету з питань податкової та митної політики.
18.12.1997 — кандидат в народні депутати Верховної Ради України III скликання від Аграрної партії України, № 25 в списку. На час виборів: член АПУ, народний депутат України. Не був обраний.
18 травня 2009 року Наказом «Про затвердження асканійської каракульської породи овець та її внутрішньопородних селекційних формувань» (N 176/36) посмертно був визнаний одним з тих, хто активно сприяв створенню селекційного досягнення «Асканійська каракульська порода овець» та її внутрішньопородних селекційних формувань.
Почесна відзнака Президента України. Орден Трудового Червоного Прапора (1991), медаль «За трудову доблесть» (1982).